# おぺらたん
おぺらたんは、ウェブブラウザのOperaを萌え擬人化した魔法少女キャラクター。2005年1月9日、ウェブブラウザの擬人化キャラの中にOperaがないことに憤ったLawrence Engがその制作を広く呼びかけ、それに応えた日本人のtemp_hによって2005年1月13日に原型が発表された。

## 特徴
服の色の青と赤は、開発会社オペラ・ソフトウェアのCEO、ヨン・スティーブンソン・フォン・テッツナーの母国であるアイスランドの国旗（）を指している。
オペラ手袋を装着し、魔法の杖（Operaのwand機能を表現）を所持している。
コスチュームの各所にOperaのボタンが配されていて、キャップのØ印はノルウェー語表記した「Opera」の頭文字を表している。

## オペラ・ソフトウェア社との関係
Opera CEOのテッツナーはおぺらたんに関して「She is a beautiful girl.」と言う感想を日本のOperaユーザ達に語っているが、公認を受けるまでには至っていない。